# Хайм, Бруно
Бруно Бернард Хайм (нем. Bruno Bernard Heim; 5 марта 1911, Ольтен, Швейцария — 18 марта 2003, там же) — швейцарский прелат и ватиканский дипломат. Титулярный архиепископ Ксанфа с 9 ноября 1961 по 18 марта 2003. Апостольский делегат в Скандинавии с 9 ноября 1961 по 7 мая 1969. Апостольский про-нунций в Финляндии с 16 февраля 1966 по 7 мая 1969. Апостольский про-нунций в Египте с 7 мая 1969 по 16 июля 1973. Апостольский делегат в Великобритании с 16 июля 1973 по 22 февраля 1982. Апостольский про-нунций в Великобритании с 22 февраля 1982 по июль 1985.